# ایهالاکانده باوولانا
ایهالاکانده باوولانا (به لاتین: Ihalakande Bavulana) یک منطقهٔ مسکونی در سری‌لانکا است که در استان مرکزی (سری‌لانکا) واقع شده‌است.